# Luis Claramunt
Luis Claramunt   (Barcelona, 19 d'agost de 1951 - Zarautz, 18 de desembre de 2000) va ser un artista català. Conegut generalment per la seva obra pictòrica, va produir una obra plural que abasta la fotografia, el dibuix i els llibres autoeditats. Fou un artista que va entendre i practicar la pintura i la vida com a experiències de radicalitat, i va viure a Barcelona, Madrid, Sevilla i Bilbao amb nombroses i llargues estades a Marràqueix en una geografia vital molt present en la seva obra. Com a artista, el seu expressionisme inicial es va anar despullant amb el temps fins a transformar-se en una cal·ligrafia mínima.

## Biografia

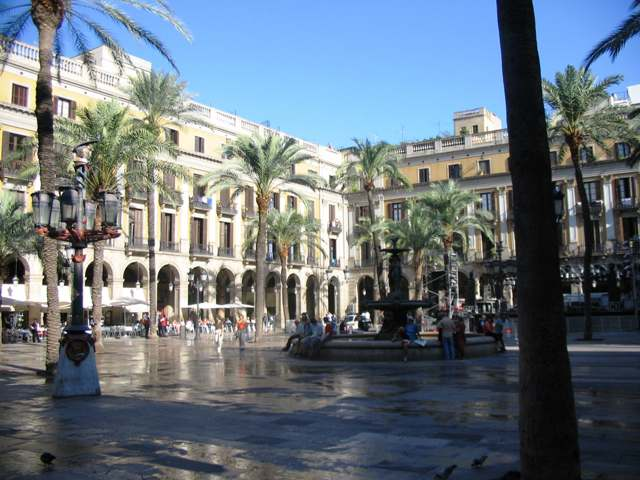
La Plaça Reial de Barcelona.

La trajectòria artística de Luis Claramunt va ser breu però intensa. Fill d'una família culta de classe mitjana (la mare era pianista i el pare decorador), va rebre una educació liberal i laica, fet poc habitual en l'època. Després d'iniciar els estudis de Filosofia i Lletres, que va abandonar aviat, va deixar la casa familiar i s'instal·là a la plaça Reial de Barcelona, iniciant un procés de desclassament i un model de vida bohemi en contacte amb la comunitat gitana, de qui va adoptar molts hàbits. Afeccionat als toros i a les lluites de galls, a les tabernes, als mercats de vell i a tot el que ell anomenava el cantó dur de les ciutats, aviat es va fer conegut en els àmbits marginals d'un barri amb personatges avui mítics com el pintor Ocaña i el dibuixant Nazario.
Tot i que el dibuix va ser present a tota la trajectòria de Claramunt, els darrers cinc anys de la seva vida va prendre protagonisme d'una forma compulsiva. Entre el 1994 i el 1999 va fer centenars de dibuixos que recullen la seva forma d'habitar els diferents escenaris de vida. Per a Claramunt, tot i no tenir valor de canvi ni ser concebuts com a peces originals, marcaven el fil del seu discurs creatiu. Una gran part dels dibuixos fets aquells anys van ser recollits en llibres autoeditats que regalava als amics. Claramunt va produir més de 30 llibres que avui constitueixen un valuós arxiu de treball al voltant de la seva obra.

## Obra
Nascut a Barcelona, va començar a pintar al començament dels anys setanta, quan al país es vivia la politització de l'art contra la dictadura de Franco. La seva producció artística, amb una pintura d'arrel expressionista, arrenca al començament dels anys setanta. Van ser tres dècades de producció constat en què aquest artista va deixar Barcelona, el 1984, per instal·lar-se a Madrid i Sevilla amb llargues estades a Marràqueix. Tot i ser conegut per la seva obra pictòrica, Claramunt va practicar el dibuix, la fotografia i els llibres d'artista. Va retratar personatges anònims i escenaris dels seus viatges, que van prendre un paper destacat a la seva obra. La seva pintura fonamenta l'acte de pintar en el gest i en l'experiència del temps. Amb els anys, Claramunt va alleugerir la imatge i va despullar la matèria fins a convertir-les en cal·ligrafia.
Més que la seva adscripció a un lloc determinat, els seus paisatges pictòrics venen marcats per les posicions, les relacions i les distàncies dels objectes i les figures. En làmbit del dibuix, Claramunt va il·lustrar llibres autoeditats dedicats als escriptors i poetes que havien estat referents vitals, sobretot relats literaris de viatges, tempestes i naufragis d'autors com Joseph Conrad, Henry de Monfreid i Albert Camus. Són treballs sobre paper on s'accentua el poder de la línia sobre la superfície buida. Luis Claramunt acostumava a treballar amb sèries, una forma de treball unitària i coherent que, ja fos en pintura, dibuix, traducció, edició o fotografia, entenia vida i pintura com un mateix escenari mental.

### Influències
En una Barcelona que bullia d'iniciatives experimentals en l'àmbit de l'art i la cultura, la seva va ser una altra aposta. Desclassat del seu origen burgès i instal·lat a la plaça Reial i en contacte estret amb el món gitano, el flamenc i altres subcultures populars, va evitar qualsevol referent de l'avantguarda i es va centrar en la pintura. Més que no pas amb autors de la seva època, la pintura de Claramunt entaula una subtil complicitat amb l'expressionisme alemany i el modernisme català —sobretot Nonell—, passant per les pintures negres i els desastres de Goya. Tot i la distància en l'època, el diàleg entre la producció de l'un i de l'altre fa evident una clara afinitat. Tots dos tenen una obra en dibuix molt significativa i consideraven el dibuix un llenguatge autònom al marge de la pintura. Nonell i Claramunt van destacar en la seva època per anar a contracorrent en tots els aspectes de la seva vida. Un altre punt de coincidència entre els dos autors és la importància que donaven al dibuix, ja que tots dos consideraven aquesta tècnica un llenguatge autònom al marge de la pintura. D'altra banda, i contra corrent del seu temps, tant l'un com l'altre van manifestar un interès acusat pels ambients urbans marginals. L'interès de Nonell per les gitanes i els ravals ja va cridar l'atenció d'un Claramunt que, als seus inicis, visitava el MNAC amb freqüència.

## Exposicions

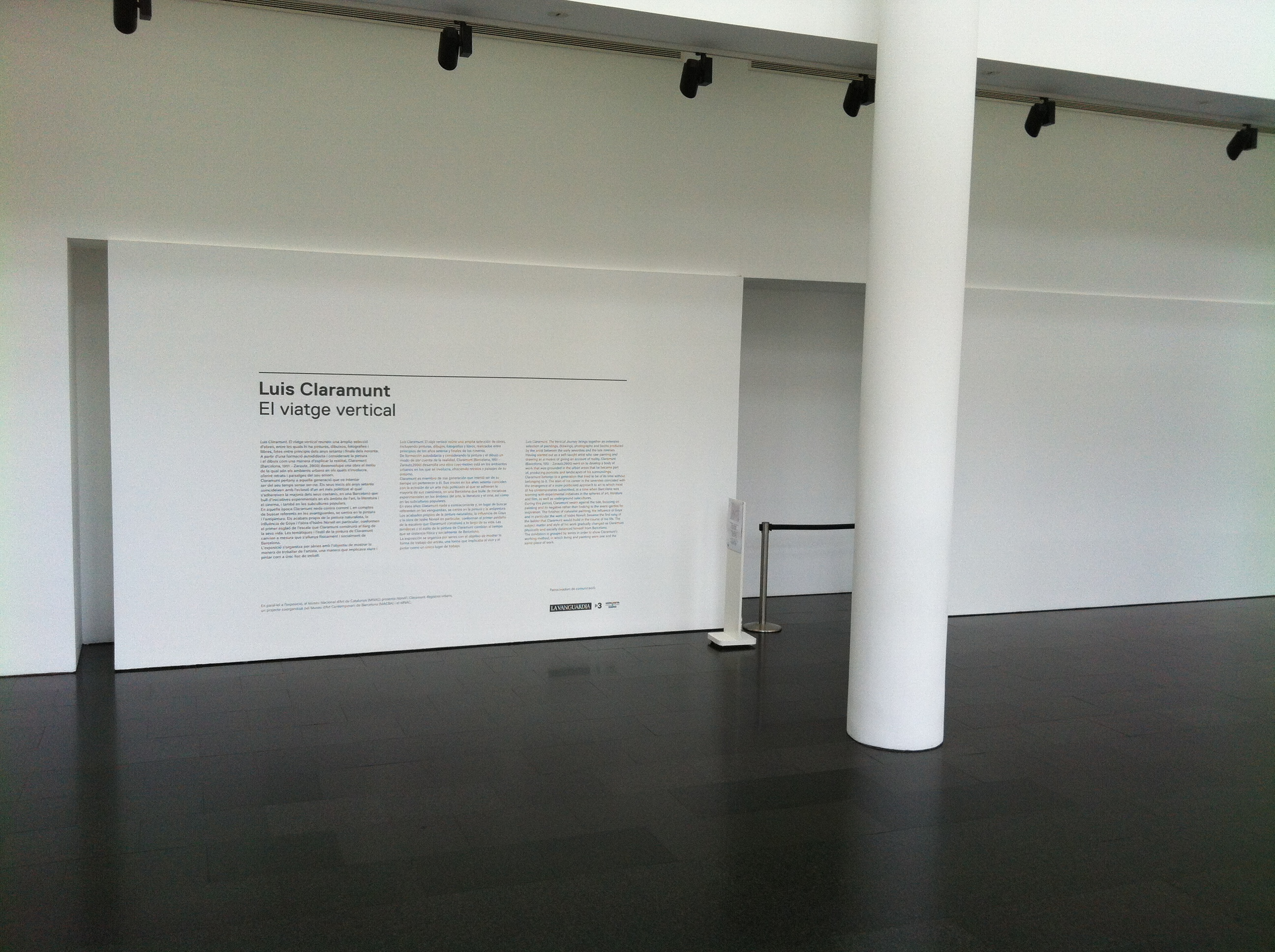
Entrada a l'exposició retrospectiva realitzada el 2012 al MACBA.

Entre les seves exposicions individuals, destaquen les que va realitzar amb les galeries Dau al Set a Barcelona i Juana de Aizpuru a Madrid, i amb altres galeries a Palma, Madrid i Sevilla, entre altres ciutats de l'Estat. La seva obra ha format part de nombroses exposicions col·lectives i individuals a Amsterdam, Basilea, Colònia, Estocolm, Frankfurt, Graz, Hamburg, Lisboa, Los Angeles, Nova York, París i Tolosa. Ha participat també en certàmens internacionals com Art Basel (1985, 1986, 1988 i 1989), Art Frankfurt (1989) i ARCO Madrid (1984, 1986, 1987, 1988, 1989, 1990, 1992, 1993, 1997 i 2003). Forma part de les col·leccions La Caixa de Barcelona, el Museo de Bellas Artes de Álava, Caja Madrid, el Ministerio de Cultura de Madrid i el MACBA de Barcelona.

### Llista d'Exposicions individuals
- 1971 - Taller de Picasso, Barcelona
- 1972 - Galería Fulmen, Sevilla
- 1972 - Tur Social, Alacant
- 1972 - Peña Flamenca Enrique Morente, Barcelona
- 1973 - Taller de Picasso, Barcelona
- 1976 - Galeria Dau al Set, Barcelona
- 1979 - Galeria Dau al Set, Barcelona
- 1982 - 15 anys de pintura. Galeria Dau al Set, Barcelona
- 1984 - Galeria Quatre Gats, Palma
- 1984 - ARCO 84, estand Galeria Quatre Gats, Madrid
- 1984 - Galería Buades, Madrid
- 1985 - Galería Fúcares, Almagro, Ciudad Real
- 1985 - Galeria Dau al Set, Barcelona
- 1985 - Galería Magda Bellotti, Algeciras, Cadis
- 1985 - Galería La Máquina Española, Sevilla
- 1986 - ARCO 86, estand Galería Dau al Set, Madrid
- 1986 - Museo de Arte Contemporáneo, Sevilla
- 1987 - Galeria Sebastià Petit, Lleida
- 1987 - Galería Juana de Aizpuru, Madrid
- 1987 - 1983-1986 Pinturas. Palau Sollerich, Palma
- 1987 - ARCO 87, estand Galeria Dau al Set, Madrid
- 1987 - Galería Magda Bellotti, Algeciras, Cadis
- 1987 - Galería Rafael Ortiz, Sevilla
- 1988 - ARCO 88, estand Galería Magda Bellotti, Madrid
- 1988 - Axe Art Actuel, Tolosa
- 1988 - Toro de invierno. Ateneu Mercantil, València
- 1988 - Galeria Ferran Cano, Palma
- 1989 - Galerie Bleich-Rossi, Graz (Àustria)
- 1989 - Galería Juana de Aizpuru, Madrid
- 1989 - Galería Juana de Aizpuru, Sevilla
- 1989 - Gallery July Silvester, Nova York
- 1991 - Galeria Ferran Cano, Palma
- 1991 - Galerie Bleich-Rossi, Graz (Àustria)
- 1991 - Galeria Temple, València
- 1991 - Aschenbach Galerie, Amsterdam
- 1991 - Galeria Màcula, Alacant
- 1992 - La muela de oro. Galería Juana de Aizpuru, Madrid
- 1992 - Paisaje. Galería Juana de Aizpuru, Sevilla
- 1993 - Valderrobres. Galería Juana de Aizpuru, Madrid
- 1993 - Valderrobres. Museu Nacional de História Natural, Lisboa
- 1993 - Luis Claramunt. Galería Juana de Aizpuru, Sevilla
- 1994 - Luis Claramunt. Galería Juana de Aizpuru, Sevilla
- 1994 - Ölbilder. Galerie Bleich-Rossi, Graz (Àustria)
- 1994 - Tentadero. Galería Tomás March, València
- 1995 - Galería Antonio de Barnola, Barcelona
- 1995 - Caja Rural de Huesca, Saragossa
- 1996 - Dibujos. Galería Antonio de Barnola, Barcelona
- 1996 - Espai Sarrià, Barcelona
- 1997 - Congo money. Galería Juana de Aizpuru, Sevilla
- 1997 - Luis Claramunt. Galerie Bleich-Rossi, Graz (Àustria)
- 1997 - Galeria Antonio de Barnola, Barcelona
- 1998 - Luis Claramunt. Galerie Bleich-Rossi, Graz (Àustria)
- 1998 - Galeria Antonio de Barnola, Barcelona
- 1999 - Naufragios y tormentas. Galería Juana de Aizpuru, Madrid
- 2000 - Naufragios y tormentas. Galería Miguel Marcos, Barcelona
- 2000 - Naufragios y tormentas. Galería Juana de Aizpuru, Sevilla
- 2002 - … de Marruecos. Galería Juana de Aizpuru, Madrid
- 2009 - Marruecos. Festival Mar de Músicas, Palacio Viuda de Molina, Cartagena
- 2012 - El viatge vertical. Museu d'Art Contemporani de Barcelona, Barcelona[10]
- 2012 - Nonell i Claramunt. Registres urbans MNAC, Barcelona[11]